# P3 (Purmerend)

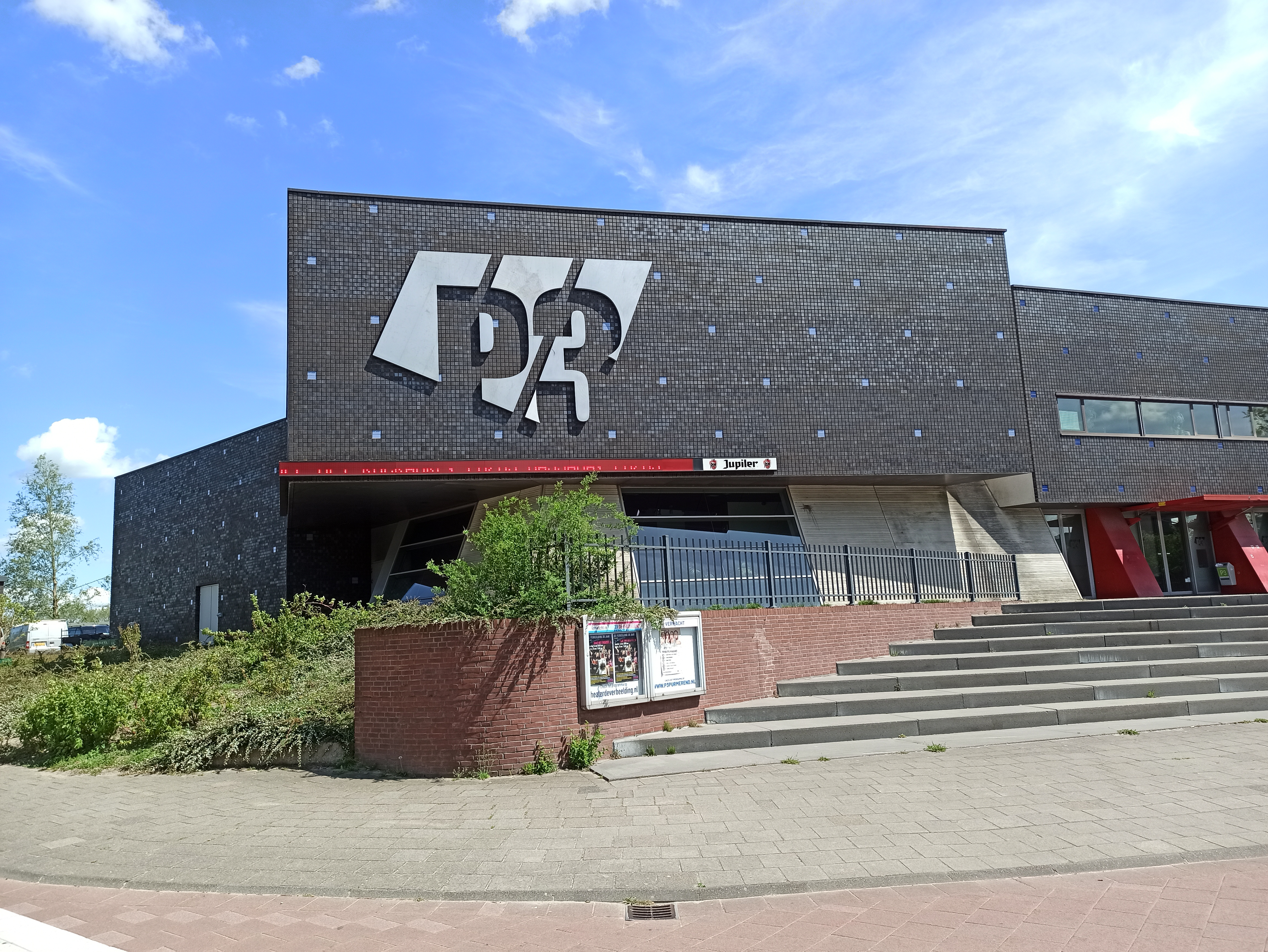
P3

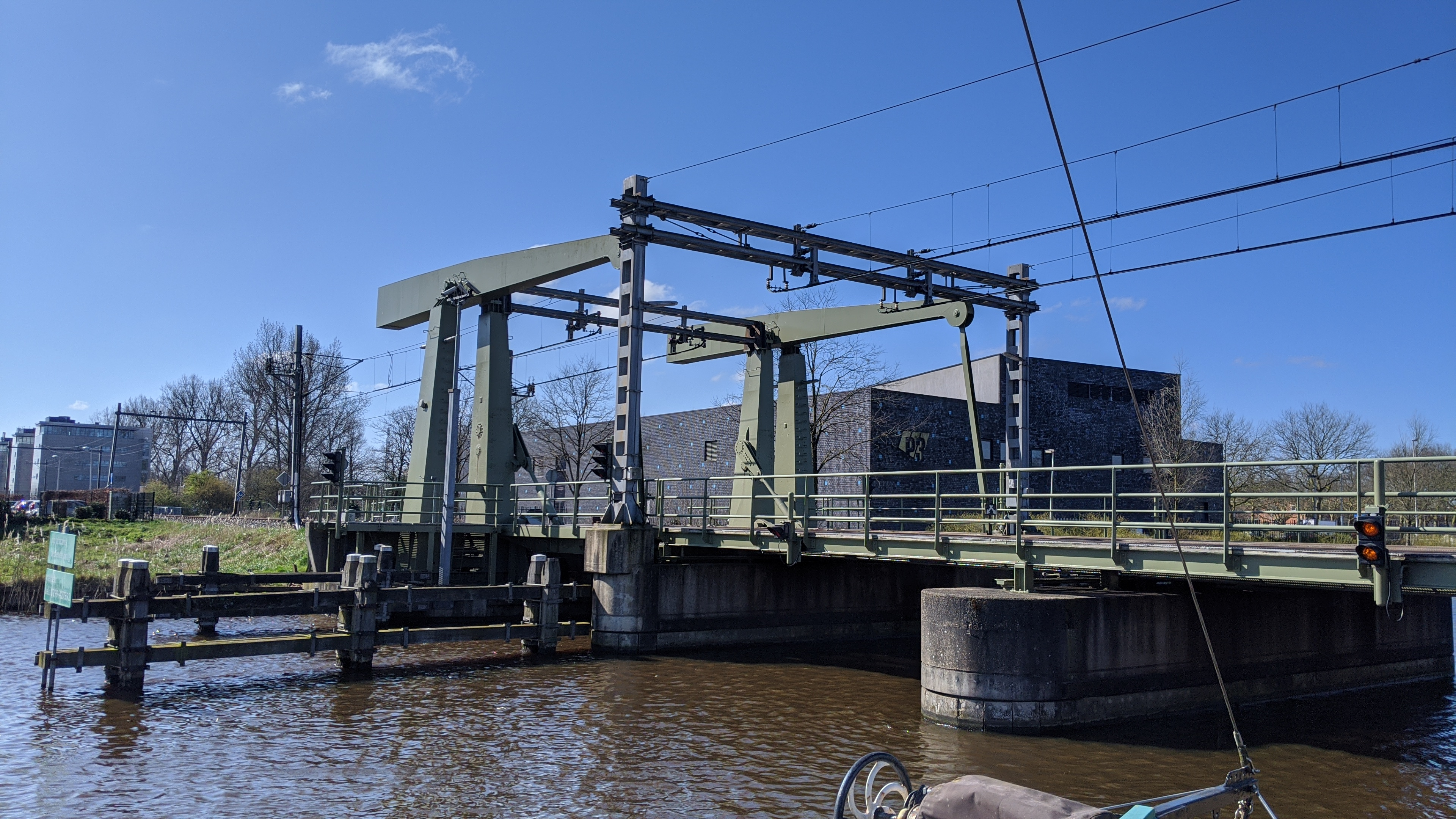
P3 ligt achter de Wherebrug

P3, wat staat voor Pop, Podium en Purmerend, is een pop- en cultuurpodium van de stad Purmerend. De zaal biedt plaats aan 1000 bezoekers. Het podium bestaat uit twee zalen. Daarnaast biedt het popmuzikanten de gelegenheid te repeteren in de oefenruimte.

## Achtergrond
Pop- en Cultuurpodium P3 opende zijn deuren op 31 maart 2006 op initiatief van de Gemeente Purmerend. Het is gevestigd aan de rand van het centrum tussen de Purmersteenweg en de Where op de locatie van de voormalige gasfabriek. P3 is het centrum voor popcultuur in de regio Waterland en heeft de beschikking over twee popzalen (capaciteit 850 en 300 bezoekers), een vlakke vloer theaterzaal (130 zitplaatsen) en vijf oefenruimtes voor muzikanten. In de popzalen programmeert P3 wekelijks concerten en dance-avonden. P3 brengt popmuziek in brede zin. Het programma kent verschillende genres. In P3 werken gemiddeld 60 vrijwilligers en een kleine betaalde staf. In de theaterzaal wordt de programmering verzorgd door Theater de Verbeelding. P3 biedt tevens kantoorruimte aan de organisatie van het jaarlijkse Reuring Festival.
P3 is een kernpodium en ontvangt daardoor subsidie van het Fonds Podiumkunsten.